# モンゴルのビルマ侵攻
モンゴルのビルマ侵攻（モンゴルのビルマしんこう）は、1277年から1287年にかけて行われた戦争である。元緬戦争（げんめんせんそう）とも呼ばれる。

## 概要
南宋の征服後、モンゴル帝国（元）のクビライはさらなる領土の拡張を目指し、1277年からビルマのパガン朝への攻撃を始め、1287年のパガンの戦いでもってこれを完全に制圧した。

### 侵攻に至る経緯
ウリヤンカダイによる大理の征服（1253年 - 1254年）以来、モンゴル帝国とパガン朝は国境を接するようになっていた。帝位継承戦争（1260年 - 1264年）を制し国号を大元としたクビライは、さらなる領土の拡張を目指し、周辺の国々に入貢と臣従を求め使者を送った。
パガン朝のナラティーハパテ王は、1271年に初めて使者が来た際これを拒絶し、1273年に再び使者が訪れた時にはこれを処刑した。この侮辱的行動に対し、クビライはすぐには行動を起こさなかったため、ナラティーハパテは属国でありながら元朝に内通した金歯などのタイ系の諸族に対し報復攻撃をしかけた。これに対応する形で、初めてモンゴル軍（元軍）はパガン朝に対し大々的な軍事行動を起こした。

## 侵攻の経過

### 1277年
パガンの軍事行動を阻止せよとの命令を受けた雲南方面の駐屯軍は行軍を始め、パガン軍はこれを永昌付近で迎え撃った。パガン軍が前線に配置した戦象部隊に、当初元軍の騎馬隊は立ち向かうことができなかった。しかし、元軍は指揮官の命令で馬から降り遠方からひたすら矢をいることで戦象を撃退し、再び馬に乗りビルマ軍を大いに打ち破った。この戦闘の経過についてマルコ・ポーロが『東方見聞録』の中で詳細に述べている。
パガン軍は潰走したが、元軍の指揮官もまた負傷したため、元軍は深追いすることなく雲南へと戻った。同年、元軍はパガン領に一時的に侵入し、ビルマ北部のバモーを攻めてこの地域に駅伝を設置しようと試みたが、現地の熱病によって退却せざるを得なくなった。

### 1283年
1283年、元軍はナラティーハパテ王の屈服を目指し、再びパガン領に侵攻した。元軍はビルマ北部のバモーを攻撃、王は戦わずして首都パガンから西ラハニャカラに避難した。しかし、この頃には王は完全に国民からの信望を失ってしまっていた。ナラティーハパテ王の別名「タヨウピイェー」は「タヨウ（蒙古=元）」と「ピイェー（逃走）」の合成語であり、「元軍から逃げた」ことを意味する。一方、下ビルマではモン人がパガン国内の混乱に乗じて立ち上がり、1287年にはワレル王を中心にペグー朝（バゴー朝）を建設した。

### 1287年
ナラティーハパテ王はようやく元への屈服を決意したが、1287年に庶子の一人に毒殺されてしまう。その後をチョウスワー王が継いだが、実権はシャン人3兄弟に握られていた。このパガン国内の政治的混乱に目を付けた梁王エセン・テムルは、パガン領への侵攻を再開、同年に首都パガンは陥落し、実質パガン朝は滅亡した。元軍は傀儡政権を樹立、パガン朝は元の属国となった。

## 結果
しばらくの間、属国パガンと宗主国元の関係は安定、1296年にはチョウスワー王は長子シンガパティーを入朝させ、時の皇帝テムルは特許状を授けて緬国王の称号を認め、雲南方面の司令官にこの王国の領域を尊重するよう命じた。しかし1299年、実質的にパガン朝の実権を握っていたシャン人3兄弟がチョウスワー王とシンガパティーを殺害、ツオウニ王を擁立した。
これを認めない元は1300年、雲南の平章政事セチュウルに再びパガン領に侵攻させた。しかし、この時は3兄弟の長男アティンカヤーが元軍を撃退し、チャウセー地方のミンサインで和議が成立して元軍は撤退した。1303年には征緬省も廃止され、元はこの地方への直接的な影響力を失った。一方シャン人3兄弟は上ビルマのミンザインにおいてミンザイン王国を興し、覇権を確立した。
しかし、シャン人3兄弟の間でも内紛が起き、1312年にピンヤ朝が、1315年にサガイン朝(1315年-1364年)が成立してビルマは約300年にわたる分裂時代に入った。
16世紀にはモン人を中心とする下ビルマのペグー朝、シャン人を中心とした上ビルマのアヴァ朝、ビルマ人を中心とした東南部のタウングー朝が鼎立し、タウングー朝のタビンシュエーティー王が他二朝を征服することで、ようやくモンゴル侵入以来のビルマ内の政治的分裂状態は終結した。